# Rittätshobma
Rittätshobma är en kulle i Finland. Den ligger i Utsjoki kommun i landskapet Lappland, i den norra delen av landet, 1 100 km norr om huvudstaden Helsingfors. Toppen på Rittätshobma är 403 meter över havet. Rittätshobma ingår i Paistunturit.
Terrängen runt Rittätshobma är kuperad västerut, men österut är den platt.  Trakten runt Rittätshobma är nära nog obefolkad, med mindre än två invånare per kvadratkilometer. Omgivningarna runt Rittätshobma är i huvudsak ett öppet busklandskap.